# عبدالله الیامی
عبدالله الیامی (زادهٔ ۱۱ نوامبر ۱۹۷۰، اردن) کارگردان فیلم، تهیه‌کننده و بازیگر اهل عربستان سعودی است.

## فیلم‌شناسی
- الأصیل
- بابا فرحان
- البیت الکبیر
- مرزوق المحظوظ
- الدروازة
- محسن الهزانی
- أبجد هوز
- عفوا أبی
- وجوه وأقنعة
- أبو شلاخ البرمائی
- أسوار
- بلا رحمة
- الساکنات فی قلوبنا
- عندما تغیب الحقیقة
- فینک
- مباشر و لکن